# 中山平八郎
中山 平八郎（なかやま へいはちろう、1845年12月13日（弘化2年11月15日）- 1930年（昭和5年）10月2日）は、明治から昭和初期の農業経営者、政治家。衆議院議員、奈良県会議長。旧姓・飯田、幼名・格太郎。

## 経歴
大和国山辺郡長柄村（奈良県〔第一次〕山辺郡長柄村、堺県山辺郡長柄村、大阪府山辺郡長柄村、奈良県山辺郡長柄村、朝和村を経て現天理市長柄町）で、飯田嘉市の三男として生まれ、1872年（明治5年）同郡田村（山辺村、丹波市町を経て現:天理市）の中山平四郎の養嗣子となる。国学、漢学を修めた。農業を営む。
1881年（明治14年）大阪府会議員に当選。1887年（明治20年）奈良県が再設置され奈良県会議員となり、1894年（明治27年）まで在任し、同議長も務めた。また、1889年（明治22年）から1907年（明治40年）まで山辺村会議員、丹波市町会議員を、1897年（明治30年）から1907年まで山辺郡会議員をそれぞれ務めた。
1894年（明治27年）3月、第3回衆議院議員総選挙（奈良県第1区、立憲改進党）で初当選し、以後、第6回総選挙まで再選され、衆議院議員に連続4期在任した。

## 国政選挙歴
- 第3回衆議院議員総選挙（奈良県第1区、1894年3月、立憲改進党）当選[4]
- 第4回衆議院議員総選挙（奈良県第1区、1894年9月、立憲改進党）当選[5]
- 第5回衆議院議員総選挙（奈良県第1区、1898年3月、進歩党）当選[5]
- 第6回衆議院議員総選挙（奈良県第1区、1898年8月、憲政本党）当選[5]